# Hr.Ms. Scheveningen (1984)
De Hr.Ms. Scheveningen (M 855) was een Nederlandse mijnenjager van de Alkmaarklasse en het eerste schip, bij de Nederlandse marine, dat vernoemd is naar de Zuid-Hollandse plaats Scheveningen. Het schip is gebouwd door de scheepswerf Van der Giessen de Noord in Alblasserdam.
De Scheveningen is samen met de Harlingen, Alkmaar, Dordrecht en Delfzijl op 24 augustus 2005 verkocht aan de Baltische staat Letland voor een totaal bedrag van 57 miljoen euro, wat dus neerkomt op een bedrag van 11,4 miljoen per schip. Vanaf oktober 2006 t/m maart 2007 was de Scheveningen in retrofit. Daarna is het schip overgedragen aan Letland. De retrofit houdt in dat alle grote systemen overhaald/gerepareerd zullen worden. De reparaties vonden plaats op de Rijkswerf bij de Nieuwe Haven te Den Helder.
De Scheveningen is op 5 september 2007 overgedragen aan de Letse marine waar het dienstdoet onder de naam Viesturs (M-05).

## Trivia
Tijdens het 700-jarig bestaan van het dorp Scheveningen in 1984 bezocht het schip de Scheveningse haven. In het scheepsembleem herkende de plaatselijke bevolking echter niet het wapen waarvan algemeen werd aangenomen dat het het dorpswapen van Scheveningen was. In werkelijkheid heeft een dergelijk wapen tot dan toe nooit officieel bestaan. Dit leidde zelfs tot een Kamervraag. De gevolgen waren dat Den Haag het officieuze wapen aanwees als dorpswapen en dat het scheepsembleem door de toenmalige minister van Defensie werd aangepast aan dat wapen.